# 1946 في لبنان
فيما يلي قوائم الأحداث التي وقعت خلال عام 1946 في لبنان.

## سياسة

### تعيين في المنصب
- 16 أغسطس – محمد عبد الصمد مشيخة عقل الموحدين الدروز في لبنان.

### انتهاء فترة المنصب
- 16 أغسطس – حسين حمادة مشيخة عقل الموحدين الدروز في لبنان.

## مواليد

### يناير
- 1 يناير – أليس شبطيني سياسية لبنانية.
- 1 يناير – أماليا أبي صالح ممثلة لبنانية.
- 1 يناير – أنور الفطايري سياسي لبناني.
- 1 يناير – حسان حلاق مؤرخ وكاتب وأكاديمي لبناني.
- 1 يناير – ليلى الصلح حمادة سياسية لبنانية.
- 1 يناير – نبيل قانصوه فنان أمريكي.
- 5 يناير – عدنان منصور سياسي لبناني.

### مايو
- 21 مايو – سليم بك كرم سياسي لبناني.

### نوفمبر
- 28 نوفمبر – نقولا نحاس سياسي لبناني.

## وفيات

### يناير
- 1 يناير – لويس معلوف (مواليد 1867) مؤلف وكاتب وصحفي عربي.

### أغسطس
- 16 أغسطس – حسين حمادة (مواليد 1862) عالم دين درزي لبناني.

### ديسمبر
- 9 ديسمبر – شكيب أرسلان (مواليد 1869) كاتب وأديب ومفكر عربي لبناني.